# 대구 비산동 청동기 일괄-검 및 칼집 부속
대구 비산동 청동기 일괄-검 및 칼집 부속(大邱 飛山洞 靑銅器一括-劍 및 劍鞘附屬)은 서울특별시 용산구 한남동, 삼성미술관 리움에 있는 금속공예품이다. 1971년 12월 21일 대한민국의 국보 제137-1호로 지정되었다.

## 개요
대구시 북부 비산동에 있는 초기철기시대 무덤유적에서 나온 유물이다.
동검은 전형적인 세형동검으로 칼 끝이 예리하고 칼몸 끝까지 등날이 세워져 있다. 모양은 가운데 마디가 있고 칼자루 끝에는 물새 두 마리가 머리를 돌리고 서로 바라보는 모습을 하고 있다. 이러한 장식은 전에 평양부근에서 출토된 적이 있는 것으로 북방지역 청동기 문화와의 연관성을 나타내고 있다. 칼자루의 표면은 윤택이 나고 그 밖의 다른 세부 조각이나 장식은 없다.
이외에 부속품으로 칼자루 장신구, 칼집부속구, 칼끝 장신구 등과 기타 파편들이 있다. 칼자루 장신구는 평면이 은행알처럼 생긴 타원형 장신구이다. 둘레에는 평행선무늬가 연속해서 새겨져 있다.
칼집부속구는 청동으로 된 타원형 고리로, 목재 칼집을 보강하고 장식하기 위해 사용된 것으로 생각된다. 칼끝 장신구는 길이 3.75cm, 밑변길이 2.9cm로 나무로 된 칼집의 끝에 장식한 것이다. 그 외에 칼자루로 생각되는 파편 1점이 있다.
이 동검은 칼과 손잡이 칼끝장식이 별개로 만들어진 점으로 보아 남부지방에서 제작된 것으로 보인다.

## 참고 자료
- 대구 비산동 청동기 일괄-검 및 칼집 부속 - 국가유산청 국가유산포털